# Pelicar
Pelicar foi um rei (mencey) guanche que reinou na menceyato de Icode em Tenerife (Ilhas Canárias).
Pelicar juntou-se ao rei de menceyato de Taoro, Bencomo, para repelir a invasão espanhola em 1494. Mas, depois de duas derrotas consecutivas e a perda de guerreiros guanches importantes (Bencomo, Tinguaro e Bentor), Pelicar assinado em 1496 chamada La Paz de Los Realejos.
Pelicar foi levado para o corte dos Reis Católicos por Alonso Fernández de Lugo, e foi apresentado juntamente com seis outros monarcas aborígenes. Pelicar foi vendido como escravo, acredita-se que o seu destino final era Sevilha, não se sabe se ele adquiriu sua liberdade antes de sua morte.